# Blue Star Myconos
Die Blue Star Myconos ist ein 2005 als Nissos Mykonos in Dienst gestelltes Fährschiff der griechischen Reederei Blue Star Ferries. Sie wird auf der Strecke von Piräus über Syros, Mykonos, Evdilos, Agios Kirykos, Fourni, Karlovasi, Vathy, Mytilini und Limnos nach Kavala eingesetzt.

## Geschichte
Die Nissos Mykonos wurde ursprünglich am 8. Februar 1999 von der griechischen Reederei Strintzis Lines in Auftrag gegeben. Der Bau unter dem geplanten Namen Superferry Myconos erfolgte in der Werft der Hellenic Shipyards in Chaidari. Nach Gründung der Reederei Blue Star Ferries durch Strintzis im Jahr 2000 sollte das Schiff nach Fertigstellung als Blue Star Chios für diesen Betreiber in Dienst gestellt werden. Noch im selben Jahr wurde der Bau jedoch zwischenzeitlich abgebrochen, nachdem es zu Verzögerungen beim Ablieferungstermin kam und der Eigner vom Vertrag zurücktrat. Auch später angestrebte Termine für Oktober 2001 und März 2002 als Fertigstellung konnten nicht eingehalten werden. Bei ihrem Schwesterschiff, der 2007 Dienst gestellten Nissos Chios, kam es beim Bau ebenfalls zu starken Verzögerungen.
Im August 2004 fand sich schließlich mit der Reederei Hellas Flying Dolphins ein neuer Besitzer, unter dem die Nissos Mykonos fertiggestellt wurde. Nach Probefahrten konnte das Schiff am 14. September 2005 unter Bereederung der griechischen Hellenic Seaways abgeliefert werden. Die Indienststellung erfolgte drei Tage später auf der Strecke von Piräus über Chios nach Mytilini.
In den folgenden Jahren wechselte die Nissos Mykonos mehrfach die Einsatzstrecke, wobei Piräus stets der Ausgangshafen blieb. Am 14. Juni 2013 brach während einer Überfahrt zwischen Mykonos und Samos ein Brand im Schornstein des Schiffes aus. Die Fähre lief den Hafen von Karlovasi an, wo alle 174 Passagiere und 74 Besatzungsmitglieder unverletzt von Bord gehen konnten und der Brand gelöscht wurde. Zwei Tage später traf die Nissos Mykonos für Reparaturarbeiten in Drapetsona ein. Am 15. Juli konnte das Schiff wieder den Fährdienst aufnehmen.
Die Nissos Mykonos bediente seit 2014 die Strecke von Piräus über Syros, Mykonos, Evdilos, Agios Kirykos, Fourni, Karlovasi, Vathy, Mytilini und Limnos nach Kavala. Im Januar 2020 ging sie an Blue Star Ferries und erhielt den Namen Blue Star Myconos, an ihrer Dienstroute änderte sich hierdurch jedoch nichts.